# بروميليا قصيرة
بروميليا قصيرة (الاسم العلمي:Bromelia humilis) هو نوع نباتي يتبع جنس البروميليا من فصيلة البروميلية.